# 崔允
崔允（：／，1953年7月3日—），本名崔玄武，韓國作家，西江大學博士。她的作品風格多樣，但都具有明顯的政治蘊含。許多半自傳體作品圍繞光州起義中的事件進行敘事。作品《花子不在》獲得1994年李箱文學獎。